# Coenosia cingulata
Coenosia cingulata är en tvåvingeart som beskrevs av Stein 1918. Coenosia cingulata ingår i släktet Coenosia och familjen husflugor.
Artens utbredningsområde är Taiwan. Inga underarter finns listade i Catalogue of Life.